# Miloš Deletić
Miloš Deletić (Sârbă chirilică: Милош Делетић ; n. 14 octombrie 1994, Belgrad) este un fotbalist sârb, care evoluează pe postul de aripă stângă la clubul din țara sa natală, Surdulica.